# Alexandros Kolonias
Alexandros Kolonias (griechisch Αλέξανδρος Κολώνιας, * 28. April 1986 in Volos) ist ein professioneller griechischer Pokerspieler. Er gewann 2019 das Main Event der World Series of Poker Europe und 2020 das Purple Jacket™ der Poker Masters Online.

## Persönliches
Kolonias spielte in seiner Jugend Tennis. Als Teil der griechischen Nationalmannschaft spielte er als 14-Jähriger bei der Europameisterschaft gegen den späteren Weltranglistenersten Novak Đoković und gewann einen Satz gegen ihn. Später spielte Kolonias professionell Backgammon. Er studierte an der University of Physical Education in Budapest und arbeitete nebenbei als Tennistrainer. Kolonias lebt in London.

## Pokerkarriere
Kolonias spielt seit September 2008 online unter den Nicknames mexican222 (PokerStars), mexicanos22 (partypoker), samothraki27 (Winamax), mexican212 (Full Tilt Poker), samothraki (bwin sowie 888poker) und mexican266 (PokerStars.FR). Darüber hinaus spielt er bei GGPoker unter seinem echten Namen. Dabei hat er sich mit Turnierpoker knapp 7 Millionen US-Dollar erspielt und ist zweifacher Titelträger der auf PokerStars ausgespielten Spring Championship of Online Poker.
Seine erste Geldplatzierung bei einem Live-Turnier verzeichnete Kolonias Ende März 2011 beim Greek Poker Cup in Loutraki, bei dem er den mit 24.400 Euro dotierten dritten Platz belegte. Im Juni 2014 war er erstmals bei der World Series of Poker (WSOP) im Rio All-Suite Hotel and Casino am Las Vegas Strip erfolgreich und kam bei vier Turnieren der Variante Texas Hold’em in die Geldränge. Anfang Mai 2016 erreichte Kolonias beim High Roller der European Poker Tour (EPT) in Monte-Carlo den Finaltisch und erhielt für seinen zweiten Platz mehr als 800.000 Euro Preisgeld. Bei der WSOP 2016 belegte er beim teuersten Event auf dem Turnierplan, dem High Roller for One Drop mit einem Buy-in von 111.111 US-Dollar, den mit knapp 190.000 US-Dollar bezahlten 19. Platz. Im August 2016 wurde Kolonias beim EPT Super High Roller in Barcelona Vierter und erhielt knapp 470.000 Euro. Mitte Mai 2019 saß Kolonias am Finaltisch des Main Events der partypoker Millions North America in Kahnawake und beendete das Turnier auf dem mit umgerechnet rund 275.000 US-Dollar dotierten vierten Rang. Ende Oktober 2019 gewann er das Main Event der World Series of Poker Europe im King’s Resort in Rozvadov und sicherte sich ein Bracelet sowie eine Siegprämie von mehr als 1,1 Millionen Euro. Im April 2020 gewann Kolonias bei der ersten Austragung der Poker Masters Online auf partypoker zwei Turniere, sicherte sich Preisgelder von mehr als 1,2 Millionen US-Dollar und wurde als erfolgreichster Spieler der Turnierserie mit dem Purple Jacket™ sowie einer zusätzlichen Prämie von 50.000 US-Dollar ausgezeichnet.
Insgesamt hat sich Kolonias mit Poker bei Live-Turnieren knapp 4,5 Millionen US-Dollar erspielt und ist damit der erfolgreichste griechische Pokerspieler.